# Heterographa fabrilis
Heterographa fabrilis är en fjärilsart som beskrevs av Rudolf Püngeler 1908. Heterographa fabrilis ingår i släktet Heterographa och familjen nattflyn. Inga underarter finns listade i Catalogue of Life.